# 萊尼茨湖
52°45′18″N 13°16′08″E / 52.755°N 13.269°E

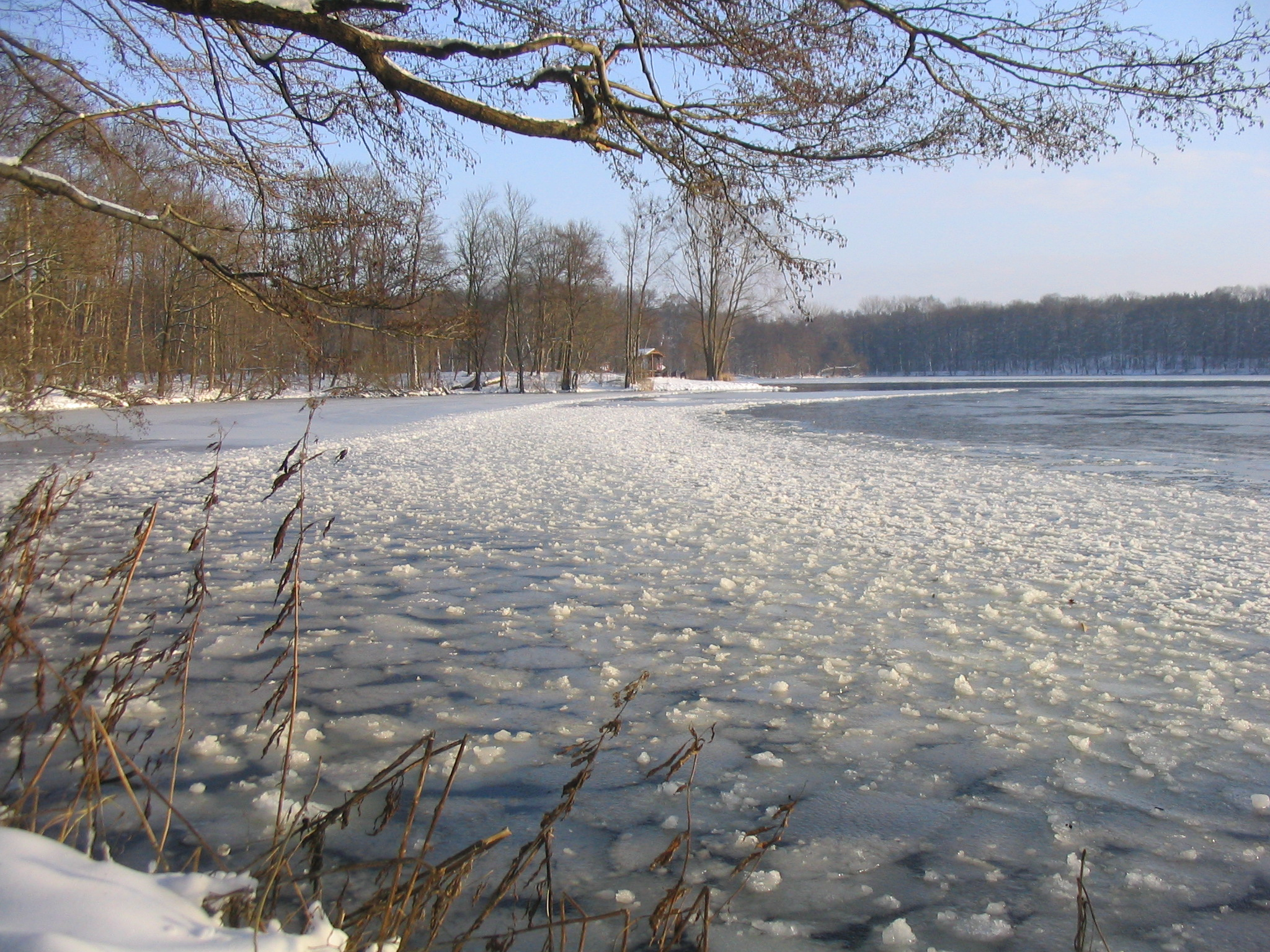

萊尼茨湖（德語：Lehnitzsee），是德國的湖泊，位於該國西南部，由勃蘭登堡州負責管轄，長2.4公里、寬0.5公里，面積0.84平方公里，最大水深14米，水體容量300萬立方米。